# Střebovský kopec
Střebovský kopec je přírodní památka poblíž města Znojma, severozápadně od jeho městské části, vsi Derflice. Leží v okrese Znojmo v nadmořské výšce 217–230 metrů. Důvodem ochrany je fragment xerotermních rostlinných společenstev na podkladu granodioritů Dyjského masívu a chráněné druhy jako jsou křivatec český (Gagea bohemica), koniklec velkokvětý (Pulsatilla grandis), divizna brunátná (Verbascum phoeniceum).